# Ralph-Johannes Lilie
Ralph-Johannes Lilie (* 30. Dezember 1947 in Hamburg) ist ein deutscher Byzantinist.

Ralph-Johannes Lilie legte das Abitur an der Sankt-Ansgar-Schule in Hamburg ab. Er begann 1968 an der Universität Hamburg das Studium der klassischen Philologie und Geschichte und setzte es an der Universität München mit dem Studium der Byzantinistik fort. Dort wurde er 1975 im Fach Byzantinistik mit der von Hans-Georg Beck betreuten Arbeit Die byzantinische Reaktion auf die Ausbreitung der Araber. Studien zur Strukturwandlung des byzantinischen Staates im 7. und 8. Jahrhundert promoviert. Von 1976 bis 1978 hatte er ein Forschungsstipendium im Deutschen Studienzentrum in Venedig. 
Von 1978 bis 1984 war er wissenschaftlicher Assistent bei Paul Speck am Byzantinisch-Neugriechischen Seminar der Freien Universität Berlin. In seinem Habilitationsprojekt beabsichtigte er die Entwicklung der politischen und wirtschaftlichen Beziehungen mit den Seerepubliken von ihren Anfängen bis zum Vierten Kreuzzug zu untersuchen. Er habilitierte sich dort 1982/1983. Die Ergebnisse wurden 1984 veröffentlicht unter dem Titel Handel und Politik zwischen dem byzantinischen Reich und den italienischen Kommunen Venedig, Pisa und Genua in der Epoche der Komnenen und der Angeloi (1081–1204). Von 1984 bis 2005 war er außerplanmäßiger Professor an der FU Berlin. Von 1992 bis 2013 war er Arbeitsstellenleiter beim Projekt Prosopographie der mittelbyzantinischen Zeit (PmbZ) an der 1994 wieder gegründeten Berlin-Brandenburgischen Akademie der Wissenschaften. 
Lilie ist einer der führenden Kenner der Komnenenzeit. International bekannt machten ihn seine Forschungen zum Themenfeld Byzanz und die Kreuzzüge. Er arbeitete die byzantinische Politik gegenüber den Kreuzfahrern von den Anfängen bis zum Wendepunkt 1204 systematisch auf. Zum Standardwerk wurde Byzantium and the Crusader States (1993). Lilie ist Verfasser mehrerer Bücher, wie Byzanz: Kaiser und Reich (1994), Byzanz: Das Zweite Rom (2003), Byzanz und die Kreuzzüge (2004), Einführung in die byzantinischen Geschichte (2007). Seine 1999 erstmals veröffentlichte knappe Einführung in die Geschichte des oströmischen Reiches von 326 bis 1453 erschien 2014 in sechster Auflage. Es gehört zu den meistgelesenen Büchern zu Byzanz im deutschsprachigen Raum. Lilie begründete mit den Berliner Byzantinistischen Studien eine neue Reihe, in der auch seine Darstellung Byzanz unter Eirene und Konstantin VI. (782–802) erschien. Er ist mit der Mediävistin Marie-Luise Favreau-Lilie verheiratet.

## Schriften
- Die byzantinische Reaktion auf die Ausbreitung der Araber. Studien zur Strukturwandlung des byzantinischen Staates im 7. und 8. Jahrhundert.  Institut für Byzantinistik und Neugriechische Philologie der Universität München 1976.
- Byzanz und die Kreuzfahrerstaaten. Studien zur Politik des Byzantinischen Reiches gegenüber den Staaten der Kreuzfahrer in Syrien und Palästina bis zum 4. Kreuzzug (1096–1204) (= Poikila Byzantina. Band 1). Fink, München 1981, ISBN 3-7705-2042-4.
- Handel und Politik zwischen dem byzantinischen Reich und den italienischen Kommunen Venedig, Pisa und Genua in der Epoche der Komnenen und der Angeloi (1081–1204). Hakkert, Amsterdam 1984, ISBN 90-256-0856-6.
- Byzanz. Kaiser und Reich. Böhlau, Köln u. a. 1994, ISBN 3-412-00394-8.
- Byzanz unter Eirene und Konstantin VI. (780–802) (= Berliner Byzantinistische Studien. Band 2). Peter Lang, Frankfurt am Main u. a. 1996, ISBN 3-631-30582-6.
- Byzanz. Geschichte des oströmischen Reiches 326–1453 (C. H. Beck Wissen). C. H. Beck, München 1999, ISBN 3-406-41885-6 (6., aktualisierte Auflage, C. H. Beck, München 2014, ISBN 978-3-406-41885-3).
- Byzanz. Das zweite Rom. Siedler, Berlin 2003, ISBN 3-88680-693-6.
- Byzanz und die Kreuzzüge. Kohlhammer, Stuttgart 2004, ISBN 3-17-017033-3.
- Einführung in die byzantinische Geschichte. Kohlhammer, Stuttgart 2007, ISBN 978-3-17-018840-2.

Dazu kommen Artikel und Aufsätze aus dem Bereich der byzantinischen Geschichte sowie diverse Mitarbeiten und Herausgeberschaften im Rahmen der Prosopographie der mittelbyzantinischen Zeit.